# Староуткинск (муниципальный округ)
Городско́й о́круг Староу́ткинск — муниципальное образование в Свердловской области России. Относится к Западному управленческому округу
Административный центр — посёлок городского типа Староуткинск.
С точки зрения административно-территориального устройства области, ГО Староуткинск вместе с Шалинским ГО находится в границах Шалинского района.
С 1 января 2025 года имеет статус муниципального округа.

## География
Городской округ Староуткинск расположен в юго-западной части Свердловской области, в Западном её округе. Городской округ образован в восточной части Шалинского района. Площадь городского округа Староуткинск — 618,07 км², что составляет около 0,32% от площади всей области и 12,61% от площади Шалинского района.
Городской округ Староуткинск граничит:
- на севере — с муниципальным образованием «город Нижний Тагил»,
- на востоке и юге — с городским округом Первоуральск,
- на западе — с Шалинским городским округом.

С физико-географической точки зрения, городской округ Староуткинск находится на Среднем Урале, на западном склоне Уральских гор. Здесь расположены хребты: гора Малиновая и Дарьинские горы; отдельно стоящие горы: Высокая, Берёзовка, Полуденная, Просечная, Сабик и другие. Бо́льшая часть городского округа занята лесами.
В западной части городского округа с юго-юго-востока на северо-северо-запад протекает река Чусовая. На ней же расположен окружной центр — посёлок городского типа Староуткинск. Немного юго-западнее и западнее Староуткинска через городской округ пролегают также участок Шалинского тракта с ответвлениями от него автодороги на посёлок Сабик и двух подъездных дорог к Староуткинску и участок железной дороги Кузино — Калино. На данной железнодорожной ветке в границах городского округа расположены деревня Волыны с расположенным здесь остановочным пунктом 204 км и посёлок Уткинский Завод при одноимённой железнодорожной станции. Деревня Курья расположена рядом со Староуткинском, чуть выше по течению Чусовой.
В местности, прилегающей к реке Чусовой, включая посёлок Староуткинск, расположен природный парк «Река Чусовая», который тянется по Чусовой на северо-северо-запад и заканчивается далеко за пределами городского округа, на границе Свердловской области с Пермским краем. Чусовая примечательна обилием скал по её берегам. В границах городского округа на ней расположены скалы (по течению реки):
- Софронический Камень,
- Синий Камень (36-й км),
- Темняш (38-й км),
- Журавлёв Камень (39-й км),
- Лебяжий Камень (40-й км, высота — 30 м),
- Складки,
- Винокуренный Камень (41-й км, высота — 45 м),
- Курьинский Камень (42-й км),
- Осыпь (46-й км),
- Богатырь (48-й км, 1-я Луговая улица Староуткинска, высота — 30 м),
- Бражка (52-й км),
- Висячий Камень (53-й км),
- Дыроватый Камень (54-й км),
- Чеген (55-й км),
- Ямный Камень (56-й км),
- Сокол (57-й км),
- Балабан (58-й км).

В границах посёлка Староуткинска в Чусовую впадают две крупные реки городского округа: Дарья (справа) и сразу следом за ней Утка (слева), на которой здесь расположен Староуткинский пруд.
Река Утка в границах городского округа Староуткинск течёт в западной его части, преимущественно с юга на север, принимая следующие притоки: Талица (слева), Плюсниха (справа), Мельничная (слева), а также несколько безымянных.
Река Дарья, начинаясь за пределами городского округа, протекает в лесистых восточной и центральной частях округа, стремясь на запад, но не имея чёткого направления. Река течёт «волной», меняя направление каждые 5-10 км. Её притоки в границах округа (от верхнего течения к нижнему): Малая Дарья, Северная Дарья, Шариха, Чертовка, Ямная, Талица, Вогулка, Волчица и множество безымянных рек. Все перечисленные, кроме Малой Дарьи и Шарихи, являются правыми притоками Дарьи.
Другие притоки Чусовой в границах городского округа, за исключением безымянных рек:
- Софрониха,
- Мельничная,
- Ольховка,
- Бражка,
- Крутой Лог,
- Ямная.

Также через городской округ Староуткинск протекают другие притоки Чусовой, впадая в неё уже за пределами округа:
- Трёка — правый приток, протекающий в южной части городского округа и почти сближающийся в этой местности с рекой Дарьей,
- Большая Шайтанка — левый приток, протекающий в крайнем северо-западном углу муниципального образования.

## История
К 1996 году по итогам местного референдума было создано муниципальное образование посёлок Староуткинск.
10 ноября 1996 года муниципальное образование было включено в областной реестр.
С 31 декабря 2004 года муниципальное образование посёлок Староуткинск было наделено статусом городского округа.
С 1 января 2006 года муниципальное образование посёлок Староуткинск было переименовано в Староуткинский городской округ.

## Население
| \| 2010[15] \| 2011[16] \| 2012[17] \| 2013 \| 2014[18] \| 2015[19] \| 2016[20] \| \| -------- \| -------- \| -------- \| -------- \| -------- \| -------- \| -------- \| \| 3072 \| ↘3059 \| ↘3054 \| ↗3101 \| ↗3164 \| ↗3191 \| ↘3167 \| \| 2017[21] \| 2018[22] \| 2019[23] \| 2020[24] \| 2021[25] \| 2023[5] \| \| \| ↘3162 \| ↘3150 \| ↘3134 \| ↘3085 \| ↘2689 \| ↘2602 \| \| 1000 2000 3000 4000 2012 2017 2023 |       |       |       |       |       |       |
| 2010 | 2011  | 2012  | 2013  | 2014  | 2015  | 2016  |
| 3072 | ↘3059 | ↘3054 | ↗3101 | ↗3164 | ↗3191 | ↘3167 |
| 2017 | 2018  | 2019  | 2020  | 2021  | 2023  |       |
| ↘3162 | ↘3150 | ↘3134 | ↘3085 | ↘2689 | ↘2602 |       |

## Состав городского округа
| № | Населённый пункт | Тип населённого пункта                          | Население |
| - | ---------------- | ----------------------------------------------- | --------- |
| 1 | Волыны           | деревня                                         | ↗32       |
| 2 | Курья            | деревня                                         | ↗32       |
| 3 | Староуткинск     | посёлок городского типа, административный центр | ↘2517     |
| 4 | Уткинский Завод  | посёлок                                         | ↗39       |